# Colli del Trasimeno Gamay
Il Colli del Trasimeno Gamay è un vino DOC la cui produzione è consentita nella provincia di Perugia.

## Caratteristiche organolettiche
- colore: granato più o meno intenso, tendente al rosso mattone con l'invecchiamento
- odore: vinoso, delicato
- sapore: asciutto, armonico, con sentore di mandorla

## Produzione
Provincia, stagione, volume in ettolitri
- nessun dato disponibile